# Теракт в Лондоне (2017, июнь)
Теракт на Лондонском мосту — серия нападений 3 июня 2017 года в 22:08 по местному времени в южной части центрального Лондона. Нападения произошли после усиления мер безопасности в столице в связи с терактом в Манчестере 22 мая 2017 года.
На тротуар на Лондонском мосту выехал фургон и начал сбивать пешеходов. Затем из него вышли трое вооружённых ножами мужчин, которые стали нападать на людей. Погибло 8 человек (из них 4 безоружных полицейских), десятки человек получили ранения. Через несколько минут все трое нападавших были застрелены полицией. Ответственность взяло на себя Исламское государство (ИГ).

## Нападение
В 21:58 по местному времени белый фургон проехал через Лондонский мост в центральном районе Лондона, через шесть минут он вернулся, снова проехал мост и развернулся. Автомобиль снова начал движение по мосту, но наехал на тротуар и начал сбивать людей. Он сбил трёх человек, затем врезался в ограждение в конце моста на южной стороне.
Из автомобиля вышли трое мужчин с ножами, которые побежали к рынку «Боро» и стали нападать на посетителей баров и ресторанов. У них были керамические ножи, на телах были надеты фальшивые пояса смертников (пластиковые бутылки, приклеенные лентой). По мнению полиции, этими поясами нападавшие хотели ещё больше напугать окружающих, а также, возможно, они рассчитывали, что в них не будут стрелять, опасаясь взрывов.
Некоторые люди отбивались от них подручными предметами (стульями, бутылками, ящиками). Одного из нападавших удалось прогнать из ресторана и запереться изнутри. Тяжёлое ранение получил сотрудник транспортной полиции, пытавшийся дать отпор дубинкой.
Через несколько минут на место прибыла вооружённая полиция, которая открыла огонь по нападавшим. Восемь полицейских произвели около 50 выстрелов, все трое нападавших были убиты, также легко был ранен случайный прохожий.

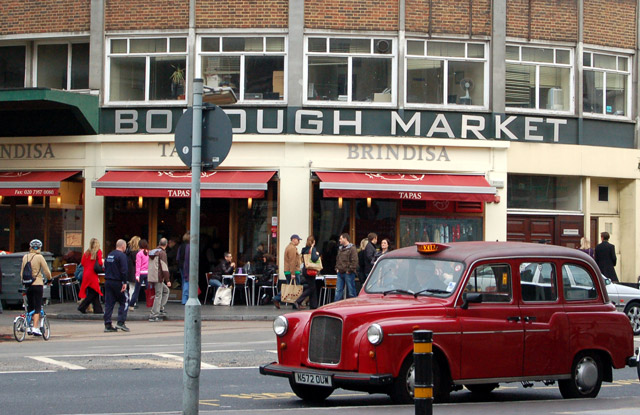
Рынок Боро

Полиция начала эвакуацию этого района. Движение на Лондонском мосту было перекрыто, ввиду близкого расположения стадиона «Стэмфорд Бридж» и высокой вероятности теракта. Станция Лондонского метрополитена «Лондонский мост» также была закрыта по требованию полиции. В 23:44 по местному времени полиция Лондона подтвердила ещё один инцидент в районе Воксхолл. Впоследствии было объявлено, что он не был связан с нападениями в районе Лондонского моста.

## Расследование
Экстренное заседание COBRA назначено на утро 4 июня.
По данным полиции, нападавшие сначала хотели использовать грузовик, но они не смогли дать необходимые реквизиты для оплаты, поэтому им пришлось взять в аренду автомобиль меньших размеров. В фургоне были обнаружены бутылки с зажигательной смесью, которые не были использованы.
Нападавшие — 27-летний Хурам Батт (британский гражданин, родившийся в Пакистане), 30-летний Рашид Редуан (ливийско-марокканского происхождения) и 22-летний Юссеф Загба (гражданин Италии, марокканец, его мать итальянка).
Соседи описали Хурама Батта как «вежливого и дружелюбного» человека, отца двоих детей. По их словам, он играл с местными детьми и раздавал сладости в парке. Однако некоторые родители в последнее время выражали беспокойство «промыванием мозгов» с его стороны, они сказали, что их дети заявили о желании стать мусульманами. Батт мелькал в кадрах документального фильма Channel 4 в 2016 году, он молился среди группы джихадистов в Риджентс-парке в центре Лондона. Его друг сказал, что Батт стал склоняться к радикальным взглядам после просмотра «экстремистских видеороликов». Он уже был в поле зрения полиции и МИ5.
Юссеф Загба в 2016 году был задержан при попытке проехать в Сирию через Турцию, но его оправдали.

## Связь с Исламским государством
Ответственность за теракт взяло на себя Исламское государство, представители которого сделали заявление через агентство Amaq. Как пишет газета Independent, в заявлении ИГ цитирует сторонние «источники», это обычно означает, что исполнители были вдохновлены призывами ИГ, а не действовали по прямому поручению. Ранее ИГ, взявшее ответственность за теракт в Манчестере, призвало через социальные сети, видеоролики и журналы к нападениям с помощью транспорта и ножей.
Сторонники ИГ в интернете приветствовали теракт.